# Jhapat Singh Bhujel
Jhapat Singh Bhujel (ur. w 1968) – nepalski bokser, uczestnik Letnich Igrzysk Olimpijskich 1988.
Na igrzyskach w Seulu startował w wadze lekkopółśredniej. Odpadł już w 1/32 finału, po porażce z Malawijczykiem Lytonem Mphande (przegrana na punkty 0–5).